# Friedrich Rust
Pour les articles homonymes, voir Rust.
Friedrich Wilhelm Rust est un compositeur allemand, né à Wörlitz le 6 juillet 1739 et mort à Dessau le 28 février 1796.

## Biographie
Friedrich Wilhelm naît à Wörlitz, petit village aux environs de Dessau, où les souverains de Saxe-Anhalt firent aménager des jardins paysagers. Il semble que les talents de l'enfant furent précoce. À six ans il jouait violon et piano sans avoir eu de leçons. Vers ses treize ans, il est capable de jouer par cœur du début à la fin, tous les Préludes et Fugues de Jean-Sébastien Bach. 
À l'âge de onze ans, il perd son père et est recueilli par son frère aîné. Il étudie au collège luthérien de Köthen entre 1755 et 1758, puis suit des études de jurisprudence à Halle – sa mère et son frère devaient le destiner à une carrière de fonctionnaire – où il rencontre Wilhelm Friedemann Bach, son aîné de trente ans.
À partir de 1762 ayant achevé ses études de droit, Rust obtient une bourse de Léopold d'Anhalt-Dessau pour étudier la musique à Berlin et Potsdam avec Carl Höckh (en), Franz Benda pour le violon et Carl Philipp Emanuel Bach pour le clavier, et décide à ce moment de se consacrer entièrement à la musique. 
En 1766 et 1767, il accompagne le prince Leopold Friedrich Franz d'Anhalt-Dessau au cours d'un voyage en Italie, où il se perfectionne chez Giuseppe Tartini et fait la connaissance de Pietro Nardini (un élève du précédent) et le Padre Martini. Il succède à Johann Friedrich Fasch, chef de la musique de la cour et du théâtre à Dessau. 
Friedrich Wilhelm Rust s'engage dans une activité pédagogique au sein de la cour ou en tant que professeur privé. Vers 1773 ses efforts sont couronnés de succès par un orchestre doté de pupitres de flûtes, cors, hautbois, bassons, trompettes et timbales. Le souverain le nomme Musik Directok. Parallèlement, il développe la vie musicale hors de la cour et organise des concerts pour les amateurs dès 1769. Goethe, de passage à Dessau, le rencontre en 1776 et est très impressionné par le musicien, le nommant dans une lettre à son ami Ernst Wolfgang Behrisch (1738–1809), « Den grosser Meister Rust ».

## Le cas Rust
Après la publication des douze sonates par son petit-fils en 1891, c'est Vincent d'Indy qui participa à redécouvrir Rust en 1913 (après une conférence donnée en 1899 et déjà dans son Beethoven et par l'édition des sonates) par éloge et admiration, le qualifiant d'inspirateur de Beethoven et chaînon manquant entre Mozart et le maître de Bonn – au grand mépris de Claude Debussy et d'autres qui considéraient ces œuvres comme une mystification, notamment Ernst Neufeldtqui a montré quelques « arrangements » de Wilhelm Rust, en comparant l'édition et les manuscrits (alors à Berlin) : « ce qui le rend impardonnable, c'est de ne pas nous avoir dit qu'il arrangeait et d'avoir poussé le goût de la mystification jusqu'à l'abus de confiance. Sciemment, intentionnellement, Guillaume Rust nous a trompé. [...] toutes les sonates publiées portent les marques d'arrangements et ont été mises au jour dans le même esprit de modernisation » (Neufeldt citant nombres d'exemples partitions à l'appui). Ce combat doit être replacé dans l'atmosphère de l'époque, à quelques mois de la déclaration de guerre...

## Œuvres
- Douze sonates pour piano
  - Sonate en fa majeur
  - Sonate en sol mineur (c. 1765)
  - Sonate en mi bémol majeur
  - Sonate en sol majeur
  - Sonate en la majeur
  - Sonate en ré bémol majeur
  - Sonate en ré mineur
  - Sonate en ut majeur (c. 1780)
  - Sonate en sol majeur
  - Sonate en mi mineur (c. 1792)
  - Sonate en fa dièse mineur
  - Sonate en ré majeur (1794)
- 12 variations sur le canzonetta « Blühe liebes Veilchen » de J.P.A. Schulz
- Sonata a Violoncello solo con Basso (c. 1775)
- Sonate pour violon en do majeur
- Sonate pour violon en ré majeur
- Partite pour violon solo en ré mineur
- Sonate pour clavecin et violon obligé en fa majeur
- Sonate pour hautbois, harpe et violoncelle en la majeur
- Sonatine pour viole d'amour et basse continue en ré majeur "La Paysanne"
- 100 lieder, dont les Wanderers Nachtlied d'après Goethe
- Cantate Herr Gott dich loben wir
- Cantate Allgnädiger, in allen Höhen

## Discographie
- Sonates pour clavier - Gislain Potvleighe, piano à tangentes (août 2002, Kiwanis KNG 2002-01)
- Sonates pour clavier - Jermaine Sprosse, piano-forte Johann Andreas Stein, Augsbourg 1792 et clavicorde d’après Hubert 1772 (5-8 avril 2016, DHM G010003592057G)